# Grand Slam (bombe)
Pour les articles homonymes, voir Grand Slam.
Le Grand Slam est une bombe conventionnelle de 10 tonnes et 7 mètres de long. Elle fut inventée par l'ingénieur aéronautique britannique Barnes Wallis (il inventa aussi la bombe rebondissante).
Construite dans un très solide alliage au chrome-molybdène et larguée à haute altitude, elle était conçue pour pénétrer dans le sol et provoquer un petit séisme destructeur, un camouflet, capable de détruire les installations à proximité.
La première des utilisations opérationnelle de la bombe eut lieu le 14 mars 1945 : elle fut larguée par un Avro Lancaster du 617e escadron de la RAF contre le viaduc de Bielefeld (de) (Allemagne). La bombe fut à nouveau utilisée contre le viaduc ferroviaire d’Arnsberg, le 19 mars. Elle fut utilisée également contre des abris pour sous-marins. Un total de 41 bombes furent utilisés durant ce conflit.

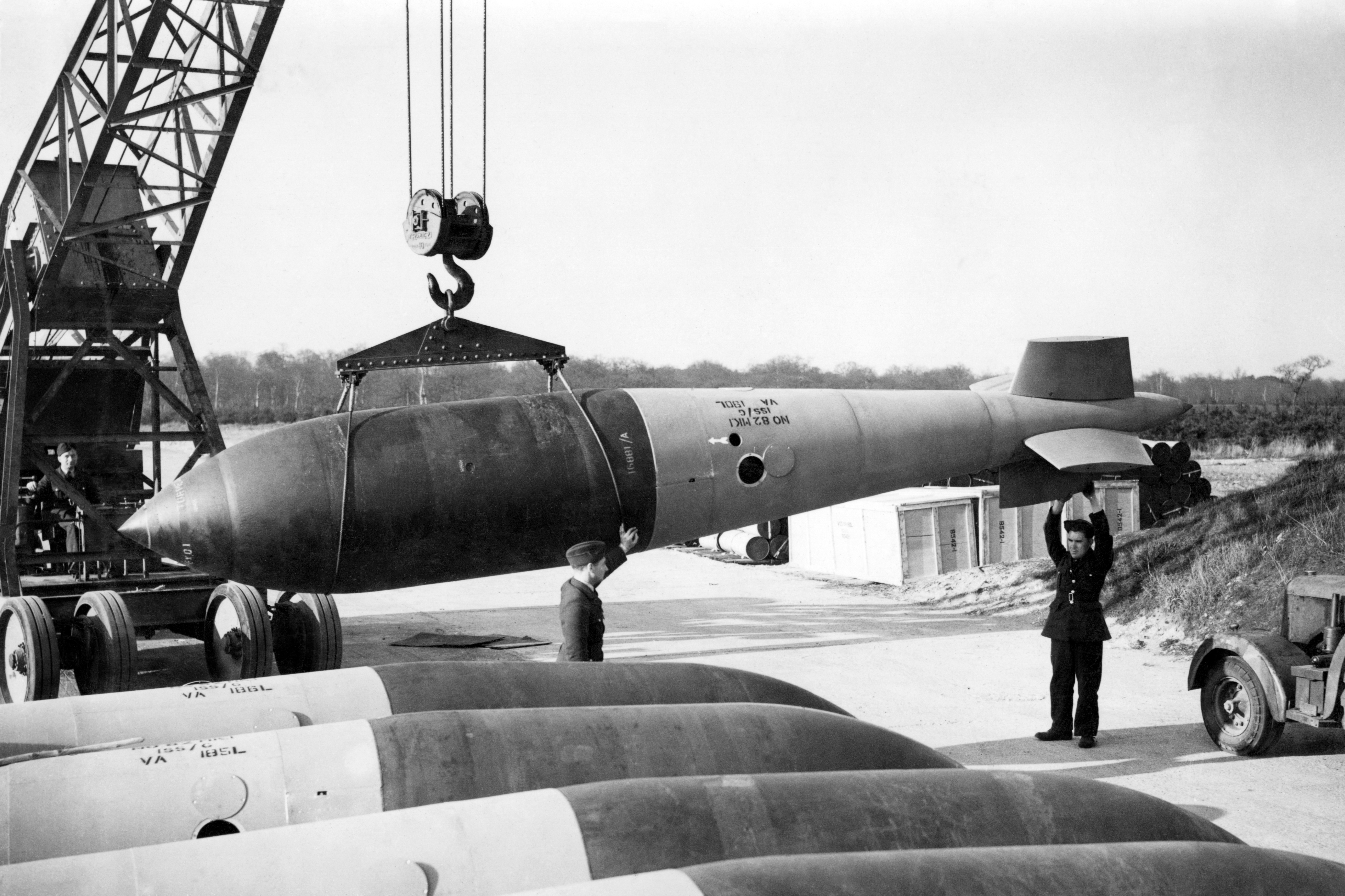
Grand Slam britannique 10 000 kg
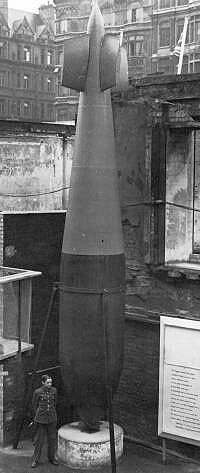
Grand Slam
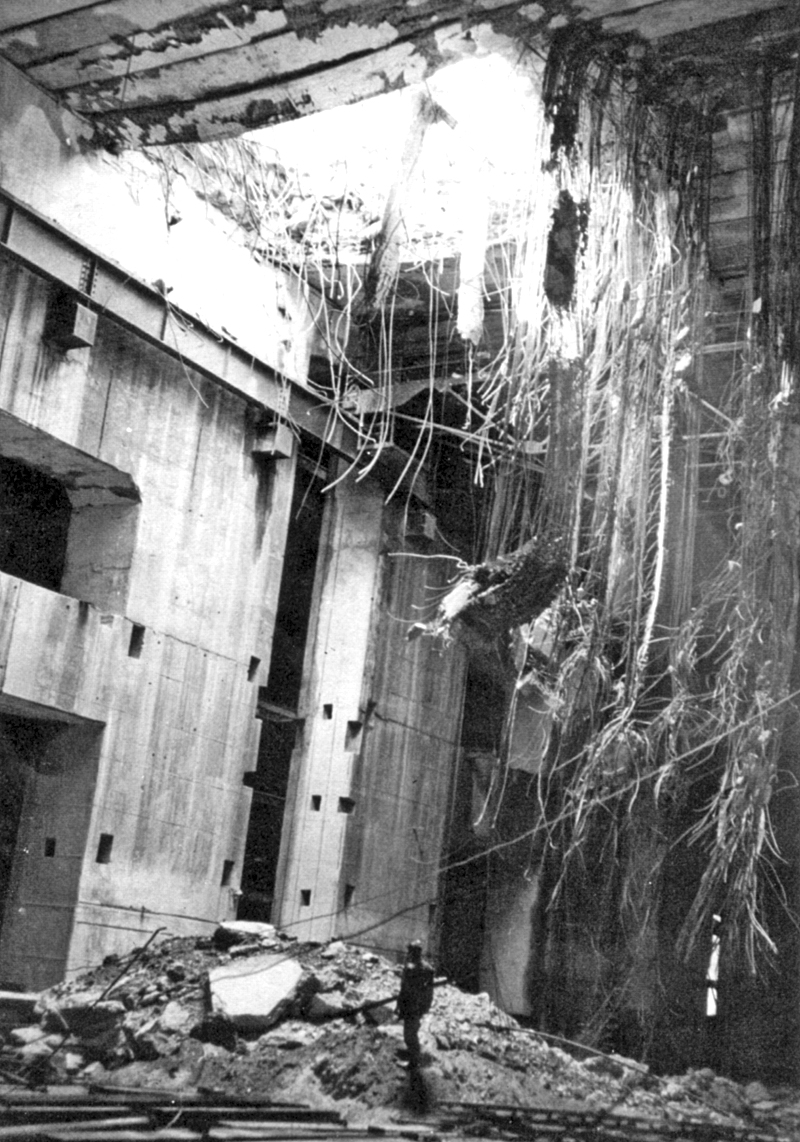
Base sous-marine après impact d'un Grand Slam